# Estádio Corona
O Estádio Corona é um estádio de futebol situado na cidade de Torreón em Coahuila, México. Desde sua inauguração em 2 de Julho de 1970 até 1986, o estádio era chamado de Moctezuma.
O time do Santos Laguna, manda seus jogos da primeira divisão do futebol mexicano no Corona, que tem capacidade para 18.050 pessoas.
Uma grande curiosidade sobre este estádio é que, o jogador Antonio Olvera, que veio a ser atleta profissional do Laguna, nasceu nas dependências do estádio. Sua mãe, que juntamente com sua família trabalhava e residia no estádio, entrou em trabalho de parto e não obteve tempo de se deslocar até o hospital. Deu à luz ali mesmo.

## Localização
Seguem os dados básicos da localização do estádio:
- Cidade: Torreón
- Estado: Coahuila
- Localização: Saltillo, 400 - Avila Camacho

## Equipes que jogaram e jogam no estádio
- Club de Fútbol Torreón: 1970-1975
- Club de Fútbol Laguna: 1976-1978
- Club Santos Laguna: 1983-atualmente